# Luo Zhenyu
Luo Zhenyu of Lo Chen-yü, (Jiangsu, 8 augustus 1866 – Dalian, 14 mei 1940), stijlnaam Shuyun (叔蘊), was een Chinese klassieke geleerde, filoloog, epigraaf, antiquair en Qing-loyalist.

## Biografie
Luo begon boeken te publiceren over agricultuur in Shanghai na de Eerste Sino-Japanse Oorlog. Met zijn vrienden zette hij in 1896 Dongwei Xueshe (東文學社) op, een school om Japans te leren. Onder de studenten was ook Wang Guowei.
Luo bezocht Japan voor het eerst in 1901 om het Japanse onderwijssysteem te bestuderen. Vanaf 1906 bekleedde hij verschillende functies bij de overheid, meestal gerelateerd aan de landbouw. Van april 1909 tot februari 1912 was hij hoofd van de Keizerlijke Academie Agricultuur. Als loyalist van de Qing-dynastie vluchtte hij na de Xinghai-revolutie naar Japan, waar hij in Kyoto verbleef en enig onderzoek deed naar Chinese archeologie. Hij keerde terug naar Tianjin in China in 1919, waarbij hij deelnam aan politieke activiteiten die gericht waren op het herstel van de afgezette Qing-keizer Puyi. Luo groeide uiteindelijk uit tot een van de drie belangrijkste adviseurs en een vertrouweling van de keizer.
Nadat Japan in maart 1932 de marionetstaat Manchukuo had opgericht, accepteerde Luo een post in de nieuwe regering van 1933 tot 1938, en hij stelde dat Manchukuo als monarchie moest worden behouden en niet in de vorm van een soort republiek moest worden gegoten. Hij diende ook als voorzitter van de Vereniging tot Culturele Samenwerking tussen Japan en Manchukuo. Luo verloor echter langzaam het vertrouwen in de trage administratie van het Japanse Kwantung-leger en het gebrek aan enige daadwerkelijke autoriteit of politieke macht van de keizer-in-naam Puyi, en in 1938 zegde hij zijn functie op, waarna hij zich terugtrok in Dalian.
De politieke activiteiten van Luo tijdens de oorlog en zijn relaties met de collaborateursoverheid van Manchukuo overschaduwden vaak zijn onmiskenbare prestaties als geleerde. Hij zette zich gedurende zijn hele leven in voor het behoud van Chinese antiquiteiten, vooral orakelbotten, bamboe- en houtstroken, en de manuscripten van Dunhuang, die allemaal van uitzonderlijk belang waren voor begrip van het antieke China. Hij was een van de eerste geleerden die het orakelbotschrift wist te ontcijferen en produceerde veel belangrijk wetenschappelijk werk over het bronsschrift. Hij hielp bij de publicatie van Tieyun Canggui (鐵雲藏龜) door Liu E, de eerste verzameling orakelbotten, en Qiwen Juli (契文舉例) van Sun Yirang, het eerste werk waarin het orakelbotschrift werd ontcijferd. Het eigen werk van Luo, Yinxu Shuqi Kaoshi (殷虛書契考釋), neemt nog altijd een belangrijke plaats in binnen de studie van het orakelbotschrift.
Hij was ook de eerste moderne geleerde die geïnteresseerd raakte in het Tangut-schrift, en hij publiceerde een aantal artikelen over dit onderwerp in  1912 en 1927.